# Oenocarpus bacaba
Oenocarpus bacaba är en enhjärtbladig växtart som beskrevs av Carl Friedrich Philipp von Martius. Oenocarpus bacaba ingår i släktet Oenocarpus och familjen Arecaceae. Inga underarter finns listade i Catalogue of Life.